# Шестнадесетостен
Шестнадесетостенът (хексадекаедър) е многостен с шестнадесет стени. Съществуват 387 591 510 244 изпъкнали шестнадесетостена.

## Еднообразни многостени
- седмоъгълна антпризма
- хептаграмична антипризма втора степен
- хептаграмична антипризма трета степен
- хептаграмична антипризма четвърта степен
- съединение от два пресечени тетраедъра

## Джонсънови тела
- петоъгълна завъртяноудължена пирамида
- квадратна завъртяноудължена дипирамида
- увеличен додекаедър

## Други многостени
- пресечен триделен тетраедър
- триделен пресечен тетраедър